# Milledgeville (Georgia)
Milledgeville is een plaats (city) in de Amerikaanse staat Georgia, en valt bestuurlijk gezien onder Baldwin County.

## Demografie
Bij de volkstelling in 2000 werd het aantal inwoners vastgesteld op 18.757.
In 2006 is het aantal inwoners door het United States Census Bureau geschat op 19.761, een stijging van 1004 (5.4%).

## Geografie
Volgens het United States Census Bureau beslaat de plaats een oppervlakte van
52,4 km², waarvan 51,7 km² land en 0,7 km² water. Milledgeville ligt op ongeveer 101 m boven zeeniveau.

## Plaatsen in de nabije omgeving
De onderstaande figuur toont nabijgelegen plaatsen in een straal van 32 km rond Milledgeville.

## Geboren in Milledgeville
- Marjorie Taylor Greene (1974), zakenvrouw en Republikeins politica